# Юкатанская кошачья акула-парматурус
Юкатанская кошачья акула-парматурус (Parmaturus campechiensis) — вид рода кошачьих акул-парматурусов (Parmaturus) семейства кошачьих акул (Scyliorhinidae). По состоянию на 2020 год известен один экземпляр.

## Таксономия
Вид впервые описан в 1979 году в техническом отчёте Национального управления океанических и атмосферных явлений (NOAA). Голотип представляет собой неполовозрелую самку длиной 15,7 см, пойманную в Мексиканском заливе на северо-западе залива Кампече в 1970 году на глубине 1097 м.

## Ареал и среда обитания
Этот вид обитает в западной части Атлантического океана в Мексиканском заливе на материковом склоне, на глубине 1097 м.

## Описание
У юкатанской кошачьей акулы-парматуруса мягкое тело, короткая и закруглённая морда. Первый спинной плавник расположен напротив брюшных плавников. Второй спинной плавник крупнее первого и приблизительно равен анальному плавнику. Основание второго спинного плавника расположено перед основанием анального плавника. На дорсальной поверхности хвостового плавника имеется гребень. На вентральной поверхности гребень отсутствует.

## Биология
Вероятно, размножается, откладывая яйца.

## Взаимодействие с человеком
Опасности для человека не представляет. Коммерческой ценности не имеет. По состоянию на 2020 год расценивается как вид, вызывающий наименьшие опасения.